# Дрейпер (Вісконсин)
Дрейпер (англ. Draper) — місто (англ. town) в США, в окрузі Соєр штату Вісконсин. Населення — 241 особа (2020).

## Демографія
Згідно з переписом 2010 року, у місті мешкали 204 особи в 107 домогосподарствах у складі 67 родин. Було 484 помешкання
Расовий склад населення:
| - 96,6 % — білих - 1,5 % — корінних американців |

До двох чи більше рас належало 2,0 %. Частка іспаномовних становила 0,0 % від усіх жителів.
За віковим діапазоном населення розподілялося таким чином: 6,9 % — особи молодші 18 років, 58,8 % — особи у віці 18—64 років, 34,3 % — особи у віці 65 років та старші. Медіана віку мешканця становила 59,6 року. На 100 осіб жіночої статі у місті припадало 112,5 чоловіків;  на 100 жінок у віці від 18 років та старших — 108,8 чоловіків також старших 18 років.
Середній дохід на одне домашнє господарство  становив 48 525 доларів США (медіана — 41 563), а середній дохід на одну сім'ю — 60 009 доларів (медіана — 53 438). Медіана доходів становила 51 250 доларів для чоловіків та 48 750 доларів для жінок. За межею бідності перебувало 8,4 % осіб, у тому числі 0,0 % дітей у віці до 18 років та 2,4 % осіб у віці 65 років та старших.
Цивільне працевлаштоване населення становило 72 особи. Основні галузі зайнятості: мистецтво, розваги та відпочинок — 19,4 %, освіта, охорона здоров'я та соціальна допомога — 18,1 %, публічна адміністрація — 15,3 %.